# Lance Goulbourne
Lance Goulbourne, né le 6 avril 1989, à New York, aux États-Unis, est un joueur américain de basket-ball. Il évolue au poste d'ailier.